# Тейлор, Джордж (ботаник)
Сэр Джордж Тейлор (англ. George Taylor; 15 февраля 1904, Эдинбург — 13 ноября 1993, Данбар) — шотландский ботаник, член Лондонского королевского общества и Лондонского Линнеевского общества.
Он был директором Королевских ботанических садов в Кью с 1956 до 1971 года.

## Отдельные публикации
- George Taylor, William Jackson Bean, "Trees and shrubs hardy in the British Isles", 1914, 1988.
- George Taylor, "An account of the genus Meconopsis", 1934, 1985
- George Taylor & Blanche Henrey, "Flower portraits", 1938
- George Taylor & John Smart, "Bibliography of key works for the identification of the British fauna and flora", 1942, 1953
- George Taylor, "Lae Herbarium, Papua and New Guinea", 1965
- George Taylor, "Index Kewensis plantarum phanegamarum. ductu et consilio Georgii Taylor confecerunt Herbarii Horti Regii Botanici Kewensis curatores", 1970
- George Taylor, "Spiralian embryology", 1972.